# 大和田保太郎
大和田 保太郎（おおわだ やすたろう、1884年（明治17年）4月 - 没年不明）は、日本の会社役員。大和田銀行、敦賀倉庫各監査役。

## 人物
福井県敦賀郡敦賀町（現敦賀市）出身。大和田荘太郎の長男。1904年、京都府立第一中学校を卒業。銀行、会社の重役で、傍ら方面委員である。敦賀の文化芸術の発展に尽力する。趣味は日本画、洋画。宗教は曹洞宗。住所は敦賀市旭町。

## 家族
大和田家
- 父・荘太郎[1]
- 妻・美恵子（1893年 - ?）[1][2]
- 養子[1][2]